# Walter Travis

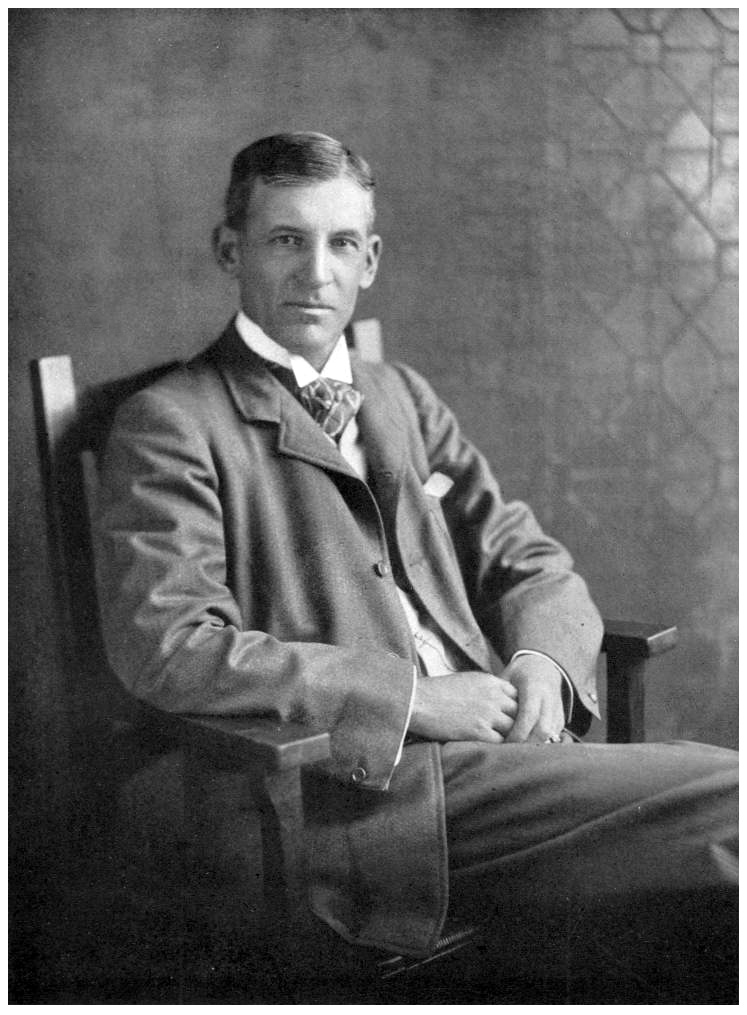
Walter Travis in 1909

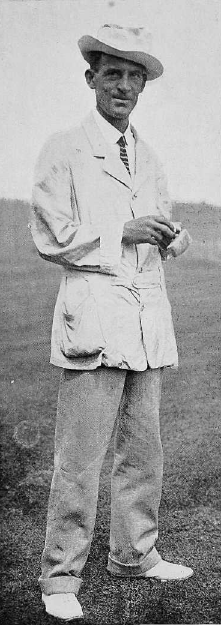
1904

Walter J. Travis (Maldon, 10 januari 1862 - 31 juli 1927) was een beroemd amateurgolfer, leraar, golfbaanarchitect, journalist en schrijver in het begin van de 20ste eeuw. Hij was de eerste speler die in hetzelfde jaar het US Amateur en het Brits Amateur won.
Walter Travis werd in Australië geboren maar vertrok naar New York als vertegenwoordiger van het Australische bouwmaterialenbedrijf McLean Brothers and Rigg. Op 9 januari 1890 trouwde hij met de Amerikaanse Anne Bent en in 1891 werd hij genaturaliseerd. Ze gingen in Flushing wonen en verhuisden in 1900 naar Garden City (Long Island). Hij is begraven in Manchester (Vermont).

## Speler
Pas op 34-jarige leeftijd begon hij met golf omdat er in Flushing een baan werd aangelegd. Drie maanden later won hij op de Oakland Golf Club zijn eerste prijs. Hij werd steeds enthousiaster, las instructieboeken van onder andere Willie Park, oefende veel en binnen een jaar was hij clubkampioen.
In 1898 deed hij voor het eerst mee aan het Amerikaans amateurkampioenschap en haalde de halve finale. Hij werd wel 'The Old Man' genoemd omdat hij zo oud was toen hij begon. Twee jaar later won hij zijn eerste Amerikaans Amateur, en in 1901 en 1903 weer. In 1904 was hij de eerste buitenlander die het Brits Amateur won. Hij versloeg Harold Hilton en Horace Hutchinson en in de finale de Schot Edward Blackwell. Toen hij in Amerika terugkwam werd hij lid van de Garden City Golf Club, die toen vijf jaar bestond. De leden waren blij met de baan, maar het duurde niet lang voordat Travis beleefde suggesties maakte om wat wijzigingen aan te brengen. De baan was ontworpen door Devereux Emmet, en had volgens hem een goede lay-out, en net als bij veel Engelse banen liepen negen holes weg van het clubhuis en de andere negen holes weer terug. Zijn voorstel was om de bunkers wat dieper te maken en de greens te veranderen. Men volgde zijn raad op en er kwamen vijftig bunkers bij en alle greens werden vernieuwd.
Travis won onder andere negen keer de Garden City Golf Club's Spring Invitational, dat nu bekendstaat als de Travis Invitational.
In 1915 won hij het Metropolitan Amateur in de finale van de 25 jaar jongere Jerome Travers, die hem in 1914 in het US Amateur had verslagen. Daarna ging zijn gezondheid achteruit zodat hij in 1916 met spelen stopte.
Als speler probeerde hij nieuwe dingen uit. Zelf was hij klein, maar hij was in 1905 de eerste speler die een driver van 50 inches (127 cm) gebruikte. Hij was in 1901 ook de eerste speler die in een toernooi geen guttapercha golfbal gebruikte maar een moderne Haskell-bal uitprobeerde tijdens het US Amateur, hetgeen hij won.
De Haskell-bal werd natuurlijk meteen populair, want hij ging verder dan de guttaperchabal. Het gevolg was dat de banen langer moesten worden en dat de houten golfclubs een inlay moesten krijgen om ze te beschermen.

#### Gewonnen
Onder andere:
- 1900: US Amateur, Metropolitan Amateur
- 1901: US Amateur
- 1902: Metropolitan Amateur
- 1903: US Amateur
- 1904: The Amateur Championship op Royal St George's, North and South Amateur op Pinehurst
- 1906: Florida Open
- 1909: Metropolitan Amateur
- 1910: North and South Amateur op Pinehurst
- 1912: North and South Amateur op Pinehurst
- 1913: Cuban Amateur
- 1914: Cuban Amateur
- 1915: Metropolitan Amateur, Southern Florida Amateur
- 1916: Southern Florida Amateur

## Golfbaanarchitect
In 1900 begon Travis samen met John Duncan Dunn golfbanen aan te leggen. Hun eerste project was de Ekwonok Country Club in Manchester. Hij had ook regelmatig kritiek op de baan van Garden City, hetgeen aanleiding was tot een grondige renovatie in 1906. In 1915 opende de Chicago Golf Club, de tweede 18 holesbaan in Amerika. 
Er staan 31 banen op zijn naam, met daarnaast nog veel banen die hij heeft gerenoveerd. De bekendste zijn waarschijnlijk Cape Arundel Golf Club (1919) in Maine, Canoe Brook's South Course (1916) in New Jersey, waar de damespro's kwalificeren voor het US Open, Sea Island Golf Club (1926) in Georgia en Garden City Golf Club (1916) op Long Island.
Hij werd vooral bekend om de goede ontwerpen van zijn greens. Hij schuwde niet om blinde holes aan te leggen, waarbij de speler bij het afslaan niet kan zien waar zijn bal neerkomt omdat er een heuvel in de weg ligt. Nu de banen veel drukker bespeeld worden, is dit te gevaarlijk en worden die holes meestal aangepast. 

## Schrijver
Travis is de oprichter van het blad American Golfer en was de eerste twaalf jaar de uitgever ervan. Hierin publiceerde hij ook zijn op- en aanmerkingen over golfbanen in de Verenigde Staten. 

## The Travis
De eerste editie vond plaats in 1902, het was toen een Spring Invitational, georganiseerd door de Metropolitan Golf Association. Daarna kreeg het toernooi de naam Garden City Golf Club's Spring Invitational. In 1927 overleed Travis en werd het toernooi naar hem vernoemd. Het werd negen keer door Travis gewonnen en het wordt nog altijd op de Garden City Golf Club gespeeld. In 2010 was de 100ste editie, want tijdens de oorlogen werd niet gespeeld.
Tegenwoordig wordt het The Travis Invitational genoemd, of kortweg The Travis. Er komen altijd top spelers, vaak ook Walker Cup spelers. De huidige formule is een driedaags toernooi. Op de eerste dag wordt een kwalificatieronde gespeeld. De beste 72 spelers van de 130 deelnemers gaan door naar het matcholay toernooi, dat zich tijdens het weekend afspeelt. Van die 72 spelers vormen de 16 beste spelers een aparte groep, dan is er nog een groep van 16 spelers, drie groepen van acht spelers en een groep van de oudste 16 spelers. Zo komen er zes groepswinnaars, die ieder een prijs krijgen. De winnaar van het toernooi is de winnaar van de eerste groep.

## Travis Cup
Een bijzonder toernooi dat naar hem vernoemd is wordt sinds 1995 gespeeld. Er worden teams gevormd die een golfclub vertegenwoordigen. Ieder team bestaat uit de herenkampioen en de runner-up, de dameskampioenen, de heren en dames seniorkampioenen, de heren super-seniorkampioen, de jeugdkampioen en de head professional. Het toernooi wordt op wisselende banen gespeeld. Het wordt georganiseerd door de The Walter J. Travis Society, die ook studiebeurzen uitdeelt.
In 1976 werd hij, net als Jerome Travers, toegevoegd aan de World Golf Hall of Fame.